# Berlin-Marathon

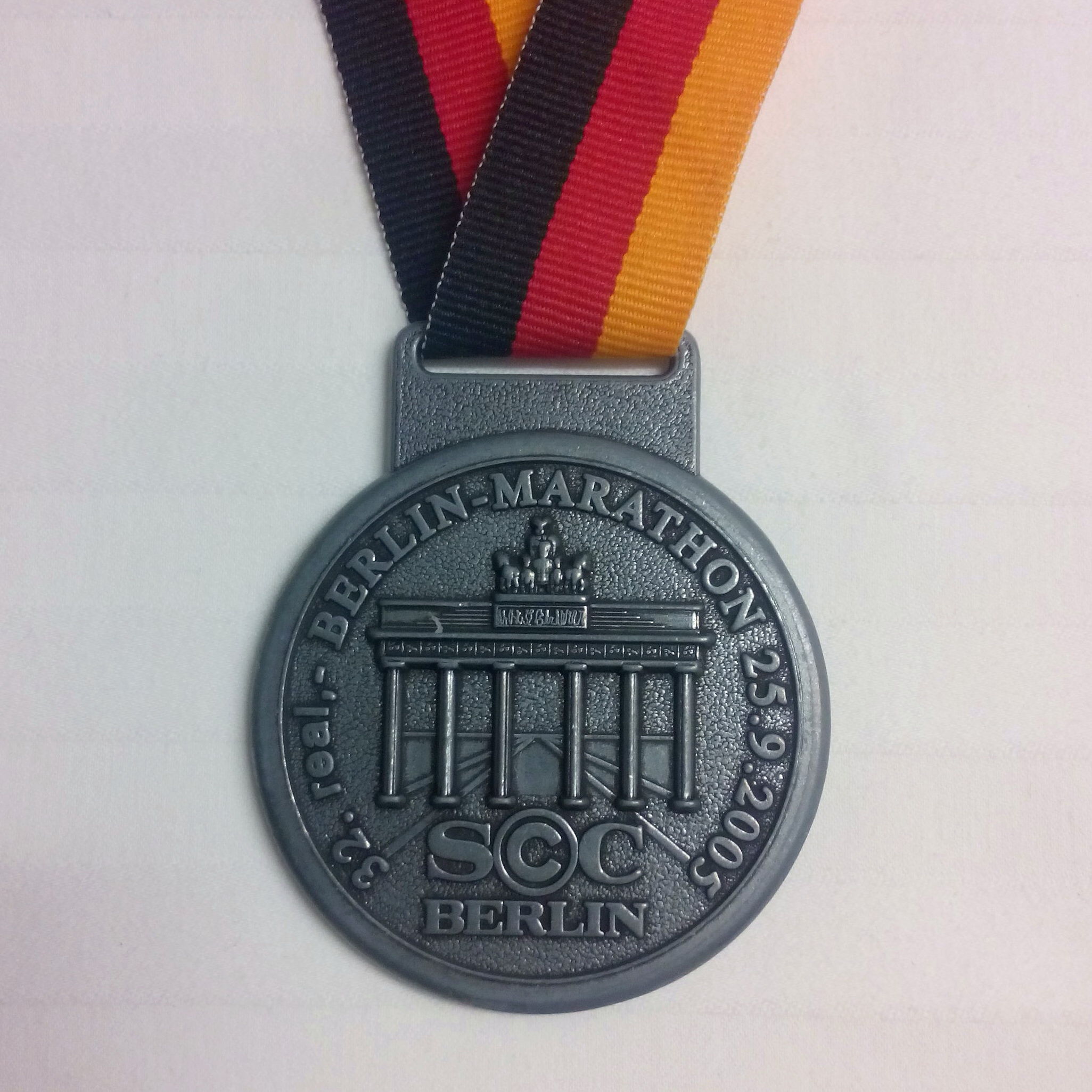
Teilnehmermedaille des Berlin-Marathons 2005

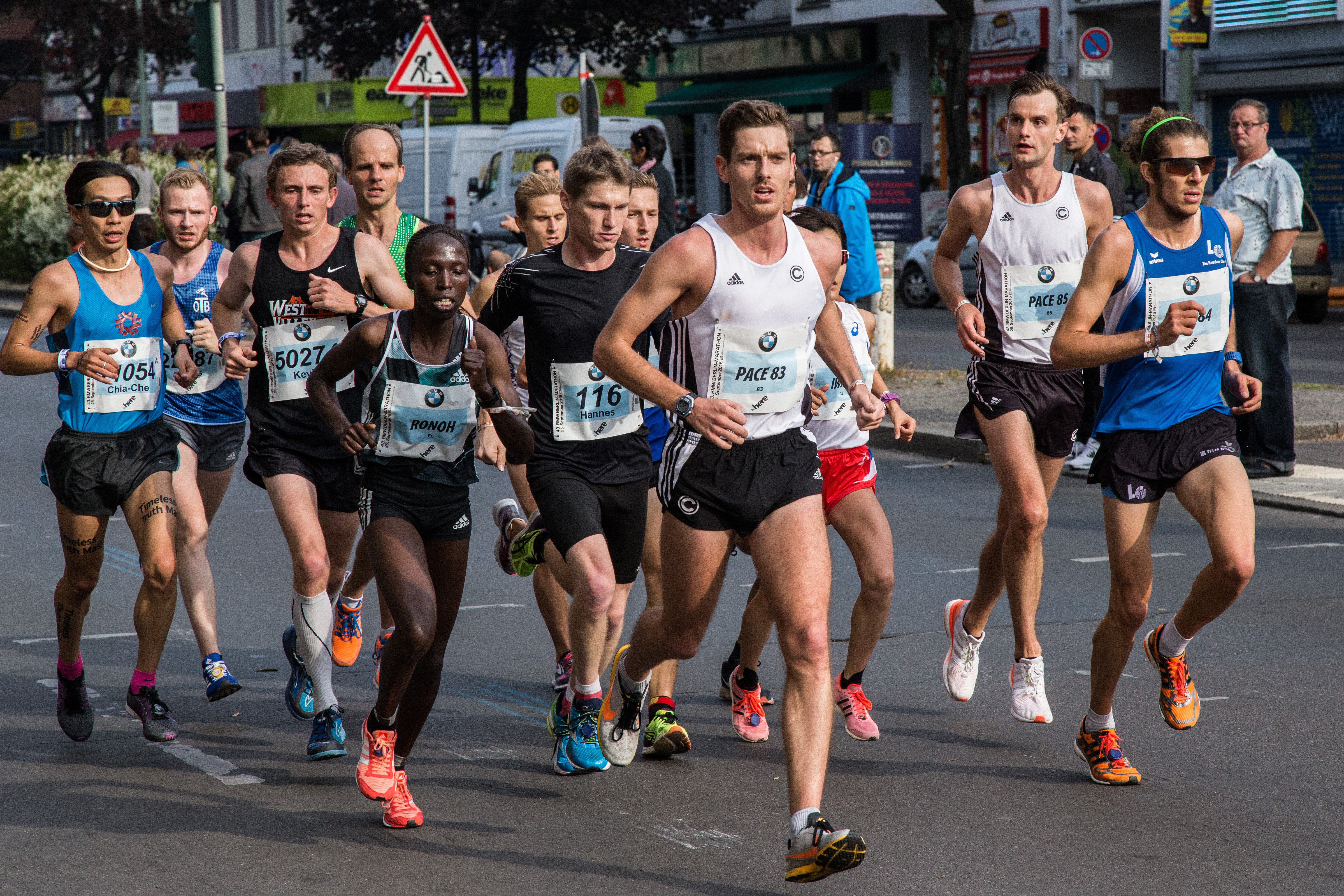
Berlin-Marathon 2016 – auf der Strecke

Der Berlin-Marathon (derzeit offizieller Name BMW BERLIN-MARATHON) ist ein jährlich in Berlin stattfindender Straßen- und Volkslauf. Der vom SC Charlottenburg veranstaltete Lauf fand erstmals im Oktober 1974 als Berliner Volksmarathon statt und ist heute Deutschlands teilnehmerstärkste Marathon-Laufveranstaltung.
Der aktuelle Modus des Berlin-Marathons ist eine Zweitages-Veranstaltung (Samstag/Sonntag). Neben dem Hauptlauf am Sonntag über 42,195 km (inkl. Rollstuhlfahrer und Handbiker) gibt es am Samstag einen Mini-Marathon für Schüler über die letzten 4,2195 km der Originalstrecke sowie einen Marathon für Inlineskater.
Der Lauf ist einer der World Marathon Majors und gehört neben den Veranstaltungen in New York, Boston und London zu den größten und renommiertesten Marathonläufen der Welt. Nach den durchschnittlichen Zeiten der jeweils besten zehn Ergebnisse der Männer und der Frauen ist die Berliner Strecke die schnellste der Welt. Im Berlin Marathon wurden dreizehn offizielle IAAF-Weltrekorde aufgestellt, zuletzt die von Eliud Kipchoge (2022, 2:01:09 h) und Tigist Assefa (2023, 2:11:53 h).

## Geschichte

### 1971–1990
Der Beginn der großen Laufveranstaltungen war der 8. November 1964 in West-Berlin. An diesem Tag fand der erste Berliner Crosslauf am Teufelsberg mit über 700 Teilnehmern statt. Eine Gruppe um Horst Milde organisierte diesen Lauf, nachdem sie von einem Rennen in Le Mans inspiriert worden waren. In den folgenden Jahren entwickelte sich der SCC-Cross am Teufelsberg zu einer festen Institution in der Berliner Sportszene.
Zehn Jahre später fand 1974 der 1. Berliner Volksmarathon statt. Inspiriert wurde Horst Milde von einem Marathon, der am 14. Oktober 1973 mit Start und Ziel am Mommsenstadion mit 92 Teilnehmern vom Berliner Leichtathletik-Verband ausgerichtet worden war. Überzeugt davon, dass unter den Volksläufern an einem Lauf über diese Distanz ein weitaus größeres Interesse besteht, organisierte Milde im Jahr darauf einen Marathon auf derselben Strecke. Von den 286 angemeldeten Läufern erreichten 244 das Ziel. Gestartet wurde vor dem Mommsenstadion auf der Waldschulallee und gelaufen wurde eine Pendelstrecke im Grunewald, entlang der AVUS, fast bis zum Strandbad Wannsee. Bei den Männern siegte Günter Hallas (* 18. Januar 1942) in 2:44:53 h, bei den Frauen die ehemalige Mittelstreckenläuferin Jutta von Haase in ihrem ersten Wettkampf über eine längere Strecke als 1500 m in 3:22:01 h. Hallas startete bislang 34 Mal beim Berlin-Marathon, Bernd Hübner hat mit bislang 36 Berlin-Marathons zwei Teilnahmen mehr aufzuweisen.
Ab 1975 wurde die Strecke ein wenig geändert. Start und Ziel wurden ins Mommsenstadion verlegt. Auch die zweite Austragung richtete sich an die Berliner Volksläufer. Es siegte ein Ehepaar: Ralf Bochröder  bei den Männern und Kristin Bochröder  bei den Frauen. 1977 wurde die Deutsche Marathon-Meisterschaft in die Veranstaltung integriert, sie startete eine Stunde später. Im Rahmen dieser Meisterschaften stellte Christa Vahlensieck mit 2:34:47,5 h einen inoffiziellen Weltrekord auf. Als die französische Besatzungsmacht im Mai 1981 die 25 km de Berlin als ersten Stadtlauf Berlins durchführte, reifte der Plan, den Marathon in die Innenstadt zu verlegen. Der Veranstalter SCC stieß zunächst auf behördliches Unverständnis. So soll beispielsweise Horst Milde, Klaus Hübner, dem damaligen Polizeipräsidenten von Berlin, mit dem Satz „Dort drüben sitzt ein Verrückter – der will durch die Stadt rennen.“ vorgestellt worden sein. Seitens der Polizei wurde dem Veranstalter zunächst mitgeteilt, dass die Straßen für die Autos da seien. Obwohl der Berliner Senat keine Einwände gegen das Rennen erhob, ergaben sich dennoch einige politische Hürden, die mit Hilfe der westlichen Alliierten – Horst Milde hatte sich an John Kornblum, den Chef der US-Mission, gewandt – überwunden werden konnten.
1981 verließ der Lauf schließlich den Grunewald und wurde zum Stadtmarathon. Start war auf der Wiese vor dem Reichstagsgebäude, die Strecke führte unter anderem am Checkpoint Charlie vorbei und das Ziel befand sich auf dem Kurfürstendamm. Auf der Asphaltstrecke war es möglich, Rollstuhlfahrer an dem Rennen zu beteiligen. Mit 3486 gemeldeten Teilnehmern war der Berlin-Marathon 1981 bereits der größte deutsche Stadtlauf. Aufgrund der stetig steigenden Teilnehmerzahlen wurde der Start 1987 auf die Straße des 17. Juni verlegt. Außerdem engagierte der Veranstalter erstmals über 30 an der Strecke aufgestellte Musikgruppen. Premiere feierte 1989 der Mini-Marathon der Schüler. Die Idee war es, Mannschaften von je zehn Schülern die letzten 4,2195 km des Marathons laufen zu lassen. Von zehn Schülern addiert ergab das die gesamte Marathondistanz. Das Konzept erfreute sich großer Beliebtheit und besteht noch immer.

### 1990-Gegenwart
Am 30. September 1990, drei Tage vor der deutschen Wiedervereinigung, führte der Lauf erstmals durch das Brandenburger Tor und teilweise durch den damaligen Ostteil der Stadt. Gestartet wurde allerdings in die entgegengesetzte Richtung weiterhin auf der Straße des 17. Juni. Das große Interesse an diesem Rennen erforderte erstmals Anmeldungen abzulehnen: Das Teilnehmerlimit war mit 25.000 erreicht. Erstmals wurde ein Marathonlauf live im deutschen Fernsehen übertragen, sogar in Japan gab es eine Live-Übertragung.

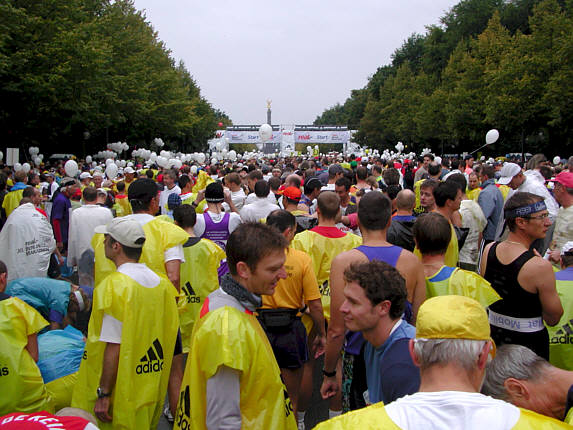
Im Startblock E beim Berlin-Marathon 2004 kurz vor dem Startschuss

1994 wurde die elektronische Zeitnahme mit Hilfe des ChampionChips eingeführt. Im selben Jahr wurde in Berlin das Rollstuhl-Marathonrennen der Behinderten-Weltmeisterschaften ausgetragen, das Heinz Frei mit einer Weltbestzeit von 1:22:12 h gewann. Sammy Lelei lief 1995 mit 2:07:02 h die damals zweitschnellste je gelaufene Zeit und verfehlte um nur zwölf Sekunden die Weltbestzeit.
1997 gingen erstmals Inlineskater auf die Strecke. Zum 25. Berlin-Marathon 1998 wurde der Teilnehmerrekord des Laufs von 1990 mit 32.877 Teilnehmern zum ersten Mal übertroffen. Es siegte Ronaldo da Costa mit 2:06:05 h und er brach damit die zehn Jahre alte Weltbestleistung von Belayneh Dinsamo (2:06:50 h). Ronaldo da Costa war der erste Läufer, der einen Marathon mit einer Durchschnittsgeschwindigkeit von mehr als 20 km/h lief. Im Folgejahr 1999 fiel die Weltbestleistung der Frauen: Tegla Loroupe siegte mit 2:20:43 h.
Im Männerrennen wurden erstmals zwei Zeiten unter 2:07 h gelaufen. Somit stand Berlin auf Platz eins der Liste der schnellsten Marathonläufe. Erstmals nahmen Power-Walker an dem Lauf teil. 2001 gab es wieder eine Weltbestleistung. Die japanische Olympiasiegerin Naoko Takahashi lief mit 2:19:46 h als erste Frau unter 2:20 Stunden. Der Lauf wurde in Japan live übertragen und erreichte Einschaltquoten von über 50 Prozent.
Nachdem 2002 der Berlin-Marathon der Skater mit über 7000 Finishern der größte seiner Art geworden war, wurde die Durchführung ab 2003 auf den Vorabend des Hauptlaufs verlegt. Zudem wurde 2003 die Streckenführung geändert, sodass das Ziel nun nicht mehr am Kurfürstendamm, sondern am Brandenburger Tor lag. Der Start wurde auf die Straße des 17. Juni vor das Brandenburger Tor verlegt und die Straße Unter den Linden wurde zur Zielgeraden. So entfiel der aufwendige Transport der Teilnehmerbeutel, die die Sportler schon immer am Start abgeben konnten. Zum 30. Berlin-Marathon wurde eine Weltbestleistung erreicht, die später als erster offizieller Marathon-Weltrekord anerkannt wurde. Paul Tergat aus Kenia lief mit 2:04:55 h als erster Mann unter 2:05 Stunden, sein Landsmann und Tempomacher Sammy Korir benötigte nur eine Sekunde mehr. 2004 löste Mark Milde, der sich seit 1999 um die Verpflichtung der Topläufer gekümmert hatte, seinen Vater Horst Milde als Race-Director ab. Seit 2004 gehört zum Berlin-Marathon ein Wettkampf für Handbiker.

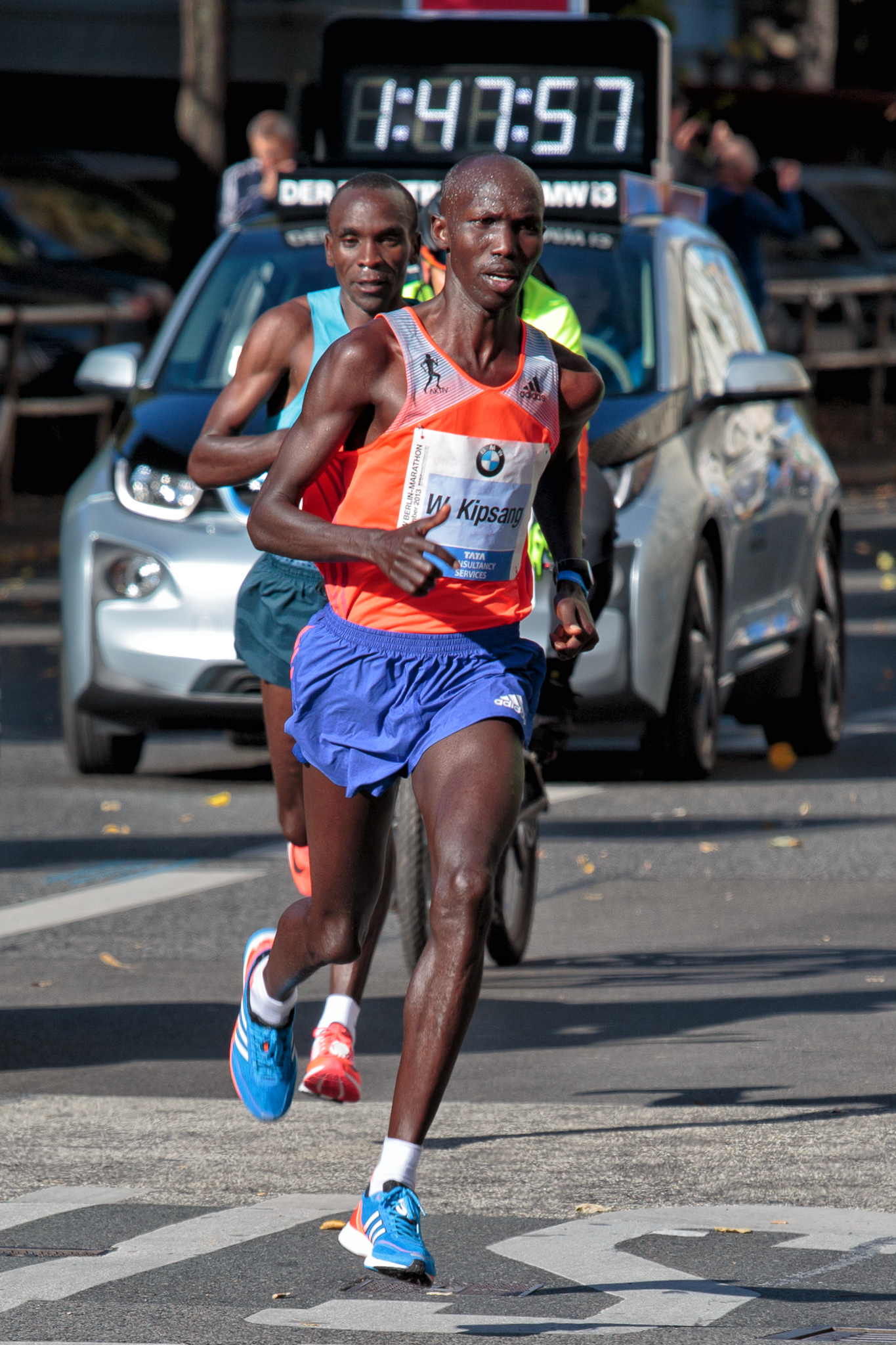
Wilson Kipsang beim Weltrekord-Lauf, Berlin-Marathon 2013

2006 gründeten die fünf weltgrößten Marathonveranstaltungen die Laufserie World Marathon Majors; diese umfasste den Berlin-Marathon, den Boston-Marathon, den London-Marathon, den Chicago-Marathon und den New-York-City-Marathon. Ab 2013 wurde noch der Tokio-Marathon als sechste Veranstaltung in die Serie aufgenommen. Die gesamte Reihe läuft über jeweils zwei Jahre und ist mit je 500.000 US-Dollar für den besten Mann und die beste Frau dotiert. In den Jahren 2006 bis 2009 gelang es Haile Gebrselassie als bislang einzigem Läufer, den Berlin-Marathon vier Mal in Folge zu gewinnen. Nachdem er bereits 2007 mit neuem Weltrekord die Ziellinie überquert hatte, lief Gebrselassie 2008 als erster Mann unter 2:04 Stunden (2:03:59), wodurch er endgültig zum Liebling des Berliner Sportpublikums wurde. Ebenfalls im Jahr 2008 war Irina Mikitenko erfolgreich und gewann das Rennen der Frauen mit Deutschem Rekord von 2:19:19 h.
2011 löste der Automobilhersteller BMW die Einzelhandelskette Real als Titelsponsor ab. Im Rennen kam es zum Zusammentreffen des Vorjahressiegers Patrick Makau mit Weltrekordler Gebrselassie, der bei seinem fünften Start den fünften Sieg einfahren wollte, was ihm nicht gelang. Makau gewann das Rennen und unterbot zudem den Weltrekord mit einer Zeit von 2:03:38 h.
2013 wurden zum 40. Jubiläum des Berlin-Marathons alle sieben Weltrekordler der letzten Jahre nach Berlin eingeladen. Wilson Kipsang gewann mit einer neuen Weltrekordzeit von 2:03:23 h das Rennen. Nur ein Jahr später lief Dennis Kimetto als erster Mensch überhaupt die 42,195 km unter 2:03 Stunden (2:02:57 h). Diese Zeit wurde am 16. September 2018 von Eliud Kipchoge erneut unterboten, der mit 2:01:39 h auch die Marke von 2:02 h unterbot.
2020 war der Berlin-Marathon für den 26. und 27. September geplant. Am 21. April 2020 untersagte der Senat von Berlin zur Eindämmung der COVID-19-Pandemie alle Großveranstaltungen mit mehr als 5.000 Teilnehmern bis zum 24. Oktober. Am 24. Juni 2020 gaben die Veranstalter offiziell bekannt, dass der Berlin-Marathon im Jahr 2020 nicht stattfinden wird. Seit 2021 findet der Marathon wieder statt.
Im Jahr 2022 gewann Eliud Kipchoge zum vierten Mal den Berlin-Marathon und verbesserte dabei seine 2018 ebenfalls in Berlin aufgestellte alte Weltrekordzeit um 30 Sekunden auf 2:01:09 h.
Anlässlich seines 50. Jubiläums am 29. September 2024 verzeichnete der Berlin-Marathon mit 58.212 angemeldeten Läuferinnen und Läufern aus 161 Nationen einen neuen Teilnehmerrekord und wurde damit zum größten Marathon der Welt. Das Jubiläum wurde mit einem umfangreichen Rahmenprogramm gefeiert, darunter eine Eröffnungszeremonie, Konzerte, eine Sports Community Convention und eine Pop-up-Ausstellung am Pariser Platz, die die Geschichte des Marathons erzählte. Erstmals fand am Vortag ein 5-km-Lauf mit Ziel auf der Straße des 17. Juni statt, an dem rund 10.000 Aktive teilnahmen. Besonders bewegend war der Zieleinlauf des 82-jährigen Peter Bartel, der als letzter Finisher nach 8:59:18 h das Ziel erreichte – 50 Jahre nach seiner Teilnahme am ersten Berlin-Marathon.

## Läufer-Marathon

### Streckenrekorde
- Männer: 2:01:09 h, Eliud Kipchoge (KEN), 2022 (Weltrekord)
- Frauen: 2:11:53 h, Tigist Assefa (ETH), 2023 (Weltrekord)

Damit rangiert der Berlin-Marathon, mit 4:13:02 h, auf der Liste der schnellsten Marathonveranstaltungen (ermittelt durch Addition der Streckenrekorde) auf Platz 2 weltweit.

### Siegerliste
Quellen: Website des Veranstalters und ARRS
| Datum         | Männer                    | Nation                 | Zeit              | Frauen                      | Nation                          | Zeit       |
| ------------- | ------------------------- | ---------------------- | ----------------- | --------------------------- | ------------------------------- | ---------- |
| 21. Sep. 2025 |                           |                        |                   |                             |                                 |            |
| 29. Sep. 2024 | Milkesa Mengesha          | Äthiopien              | 2:03:17           | Tigist Ketema               | Äthiopien                       | 2:16:42    |
| 24. Sep. 2023 | Eliud Kipchoge -5-        | Kenia                  | 2:02:42           | Tigist Assefa -2-           | Äthiopien                       | 2:11:53 WR |
| 25. Sep. 2022 | Eliud Kipchoge -4-        | Kenia                  | 2:01:09 WR        | Tigist Assefa               | Äthiopien                       | 2:15:37    |
| 26. Sep. 2021 | Guye Adola Idemo          | Äthiopien              | 2:05:45           | Gotytom Gebreslase          | Äthiopien                       | 2:20:09    |
| 27. Sep. 2020 | abgesagt                  | abgesagt               | abgesagt          | abgesagt                    | abgesagt                        | abgesagt   |
| 29. Sep. 2019 | Kenenisa Bekele -2-       | Äthiopien              | 2:01:41           | Ashete Bekere               | Äthiopien                       | 2:20:14    |
| 16. Sep. 2018 | Eliud Kipchoge -3-        | Kenia                  | 2:01:39 WR        | Gladys Cherono -3-          | Kenia                           | 2:18:11    |
| 24. Sep. 2017 | Eliud Kipchoge -2-        | Kenia                  | 2:03:32           | Gladys Cherono -2-          | Kenia                           | 2:20:23    |
| 25. Sep. 2016 | Kenenisa Bekele           | Äthiopien              | 2:03:03           | Aberu Kebede -3-            | Äthiopien                       | 2:20:45    |
| 27. Sep. 2015 | Eliud Kipchoge            | Kenia                  | 2:04:00           | Gladys Cherono              | Kenia                           | 2:19:25    |
| 28. Sep. 2014 | Dennis Kipruto Kimetto    | Kenia                  | 2:02:57 WR        | Tirfi Tsegaye               | Äthiopien                       | 2:20:18    |
| 29. Sep. 2013 | Wilson Kipsang            | Kenia                  | 2:03:23 WR        | Florence Jebet Kiplagat -2- | Kenia                           | 2:21:13    |
| 30. Sep. 2012 | Geoffrey Kiprono Mutai    | Kenia                  | 2:04:15           | Aberu Kebede -2-            | Äthiopien                       | 2:20:30    |
| 25. Sep. 2011 | Patrick Makau Musyoki -2- | Kenia                  | 2:03:38 WR        | Florence Jebet Kiplagat     | Kenia                           | 2:19:44    |
| 26. Sep. 2010 | Patrick Makau Musyoki     | Kenia                  | 2:05:08           | Aberu Kebede                | Äthiopien                       | 2:23:58    |
| 20. Sep. 2009 | Haile Gebrselassie -4-    | Äthiopien              | 2:06:08           | Atsede Habtamu              | Äthiopien                       | 2:24:46    |
| 28. Sep. 2008 | Haile Gebrselassie -3-    | Äthiopien              | 2:03:59 WR        | Irina Mikitenko             | Deutschland                     | 2:19:19    |
| 30. Sep. 2007 | Haile Gebrselassie -2-    | Äthiopien              | 2:04:26 WR        | Gete Wami -2-               | Äthiopien                       | 2:23:17    |
| 24. Sep. 2006 | Haile Gebrselassie        | Äthiopien              | 2:05:56           | Gete Wami                   | Äthiopien                       | 2:21:34    |
| 25. Sep. 2005 | Philip Kipkurgat Manyim   | Kenia                  | 2:07:41           | Mizuki Noguchi              | Japan                           | 2:19:12    |
| 26. Sep. 2004 | Felix Limo                | Kenia                  | 2:06:44           | Yōko Shibui                 | Japan                           | 2:19:41    |
| 28. Sep. 2003 | Paul Tergat               | Kenia                  | 2:04:55 WR        | Yasuko Hashimoto            | Japan                           | 2:26:32    |
| 29. Sep. 2002 | Raymond Kipkoech Chemwelo | Kenia                  | 2:06:47           | Naoko Takahashi -2-         | Japan                           | 2:21:49    |
| 30. Sep. 2001 | Joseph Ngolepus           | Kenia                  | 2:08:47           | Naoko Takahashi             | Japan                           | 2:19:46 WB |
| 10. Sep. 2000 | Simon Biwott              | Kenia                  | 2:07:42           | Kazumi Matsuo               | Japan                           | 2:26:15    |
| 26. Sep. 1999 | Josephat Kiprono          | Kenia                  | 2:06:44           | Tegla Loroupe               | Kenia                           | 2:20:43 WB |
| 20. Sep. 1998 | Ronaldo da Costa          | Brasilien              | 2:06:05 inoff. WB | Marleen Renders             | Belgien                         | 2:25:22    |
| 28. Sep. 1997 | Elijah Lagat              | Kenia                  | 2:07:41           | Catherina McKiernan         | Irland                          | 2:23:44    |
| 29. Sep. 1996 | Abel Antón                | Spanien                | 2:09:15           | Colleen De Reuck            | Südafrika                       | 2:26:35    |
| 24. Sep. 1995 | Sammy Lelei               | Kenia                  | 2:07:02           | Uta Pippig -3-              | Deutschland                     | 2:25:37    |
| 25. Sep. 1994 | António Pinto             | Portugal               | 2:08:31           | Katrin Dörre-Heinig         | Deutschland                     | 2:25:15    |
| 26. Sep. 1993 | Xolile Yawa               | Südafrika              | 2:10:57           | Renata Kokowska -3-         | Polen                           | 2:26:20    |
| 27. Sep. 1992 | David Tsebe               | Südafrika              | 2:08:07           | Uta Pippig -2-              | Deutschland                     | 2:30:22    |
| 29. Sep. 1991 | Steve Brace               | Vereinigtes Königreich | 2:10:57           | Renata Kokowska -2-         | Polen                           | 2:27:36    |
| 30. Sep. 1990 | Steve Moneghetti          | Australien             | 2:08:16           | Uta Pippig                  | Deutsche Demokratische Republik | 2:28:37    |
| 1. Okt. 1989  | Alfredo Shahanga          | Tansania               | 2:10:11           | Päivi Tikkanen              | Finnland                        | 2:28:45    |
| 9. Okt. 1988  | Suleiman Nyambui -2-      | Tansania               | 2:11:45           | Renata Kokowska             | Polen                           | 2:29:16    |
| 4. Okt. 1987  | Suleiman Nyambui          | Tansania               | 2:11:11           | Kerstin Preßler             | BR Deutschland                  | 2:31:22    |
| 28. Sep. 1986 | Bogusław Psujek           | Polen                  | 2:11:03           | Charlotte Teske             | BR Deutschland                  | 2:32:10    |
| 29. Sep. 1985 | Jimmy Ashworth            | Vereinigtes Königreich | 2:11:43           | Magda Ilands                | Belgien                         | 2:34:10    |
| 30. Sep. 1984 | John Skovbjerg            | Dänemark               | 2:13:35           | Ágnes Sipka                 | Ungarn                          | 2:39:32    |
| 25. Sep. 1983 | Karel Lismont             | Belgien                | 2:13:37           | Karen Goldhawk              | Vereinigtes Königreich          | 2:40:32    |
| 26. Sep. 1982 | Domingo Tibaduiza         | Kolumbien              | 2:14:47           | Jean Lochhead               | Vereinigtes Königreich          | 2:47:05    |
| 27. Sep. 1981 | Ian Ray                   | Vereinigtes Königreich | 2:15:42           | Angelika Stephan            | BR Deutschland                  | 2:47:24    |
| 28. Sep. 1980 | Ingo Sensburg -3-         | BR Deutschland         | 2:16:48           | Gerlinde Püttmann           | BR Deutschland                  | 2:47:18    |
| 30. Sep. 1979 | Ingo Sensburg -2-         | BR Deutschland         | 2:21:09           | Jutta von Haase -2-         | BR Deutschland                  | 3:07:07    |
| 3. Sep. 1978  | Michael Spöttel           | BR Deutschland         | 2:20:03           | Ursula Blaschke -2-         | BR Deutschland                  | 2:57:09    |
| 10. Sep. 1977 | Günter Mielke             | BR Deutschland         | 2:15:19           | Christa Vahlensieck         | BR Deutschland                  | 2:34:48 WB |
| 10. Sep. 1977 | Norman Wilson             | Vereinigtes Königreich | 2:16:21           | Angelika Brandt             | BR Deutschland                  | 3:10:27    |
| 26. Sep. 1976 | Ingo Sensburg             | BR Deutschland         | 2:23:08           | Ursula Blaschke             | BR Deutschland                  | 3:05:19    |
| 28. Sep. 1975 | Ralf Bochröder            | BR Deutschland         | 2:47:08           | Kristin Bochröder           | BR Deutschland                  | 3:59:15    |
| 13. Okt. 1974 | Günter Hallas             | BR Deutschland         | 2:44:53           | Jutta von Haase             | BR Deutschland                  | 3:22:01    |

### Anzahl der Zieleinläufe

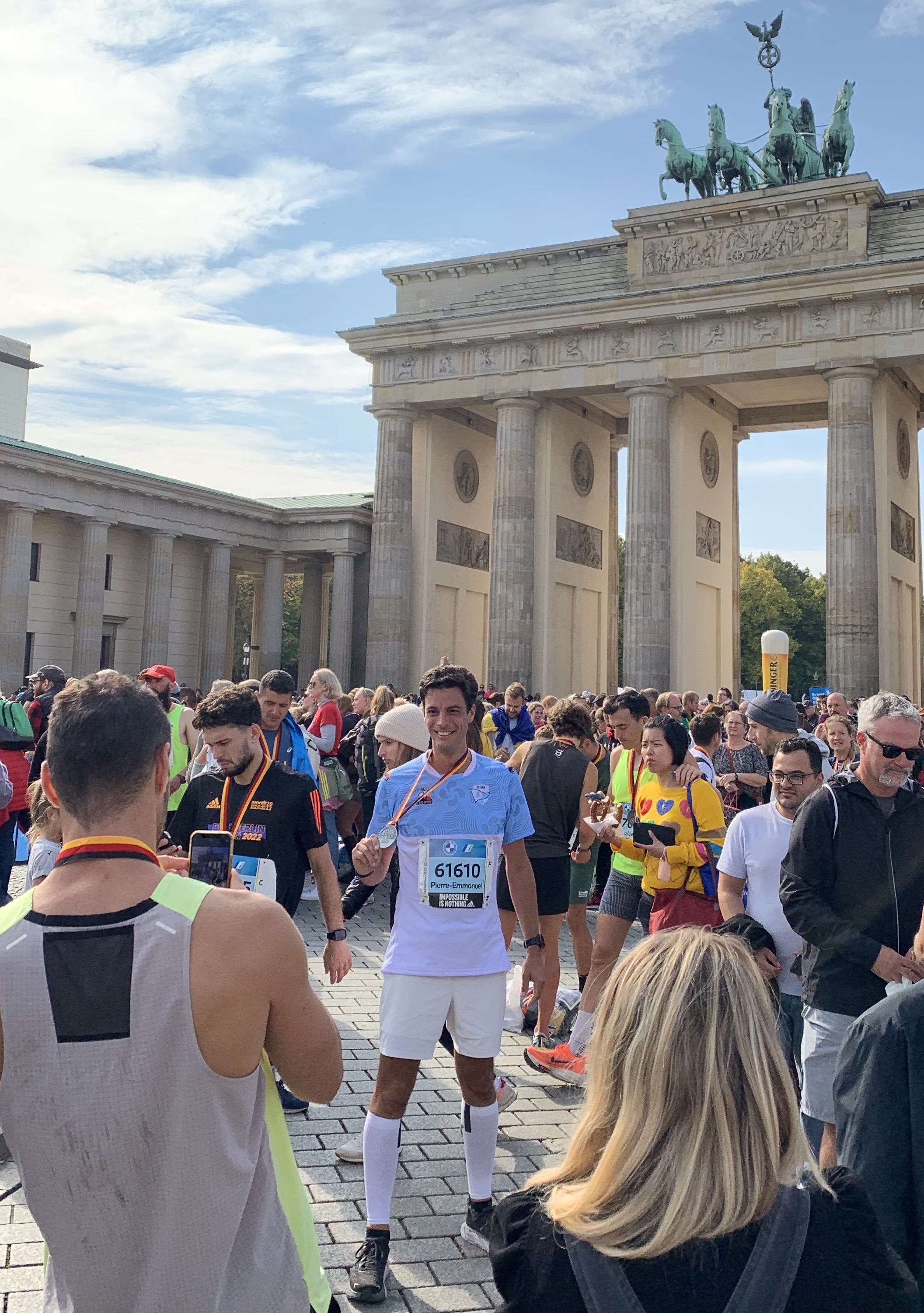
Teilnehmer des Berlin Marathons nach dem Zieleinlauf am Brandenburger Tor

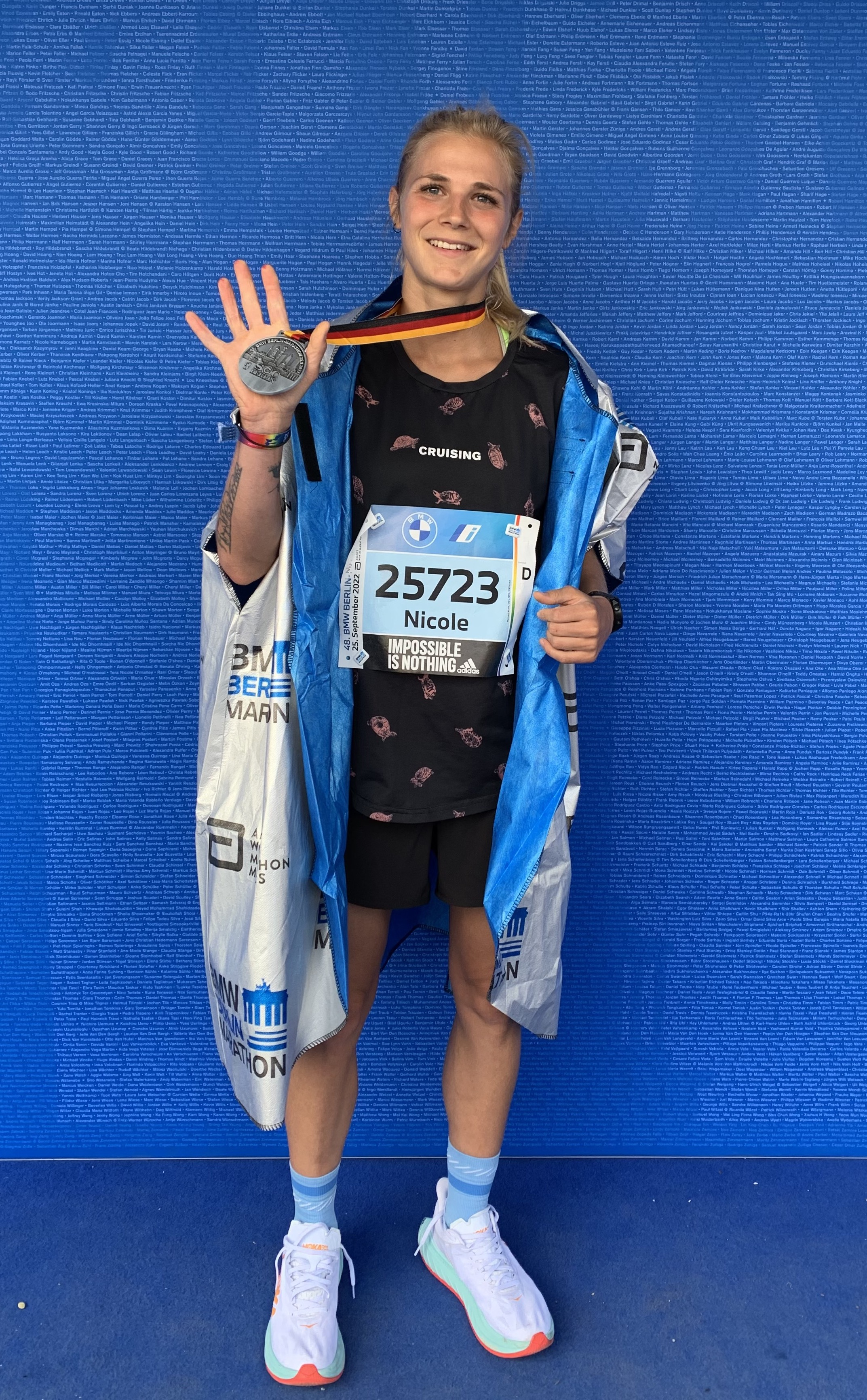
Läuferin mit Berlin-Marathon-Medaille, 2022

| Jahr | Gesamtzahl | Männer | Frauen | Divers | Anteil der Männer | Anteil der Frauen |
| ---- | ---------- | ------ | ------ | ------ | ----------------- | ----------------- |
| 2024 | 54.280     | 35.498 | 18.558 | 60     | 66 %              | 34 %              |
| 2023 | 43.050     | 28.609 | 14.405 | 36     | 66 %              | 33 %              |
| 2022 | 34.752     | 23.246 | 11.499 | 7      | 67 %              | 33 %              |
| 2021 | 23.103     | 16.739 | 6.364  | X      | 72 %              | 28 %              |
| 2019 | 44.065     | 30.775 | 13.290 | X      | 70 %              | 30 %              |
| 2018 | 40.781     | 28.452 | 12.329 | X      | 70 %              | 30 %              |
| 2017 | 39.234     | 28.162 | 11.072 | X      | 72 %              | 28 %              |
| 2016 | 35.999     | 26.772 | 9.227  | X      | 74 %              | 26 %              |
| 2015 | 36.817     | 27.894 | 8.923  | X      | 76 %              | 24 %              |
| 2014 | 28.999     | 22.209 | 6.790  | X      | 77 %              | 23 %              |
| 2013 | 36.544     | 27.549 | 8.995  | X      | 75 %              | 25 %              |
| 2012 | 34.350     | 26.451 | 7.899  | X      | 77 %              | 23 %              |
| 2011 | 32.986     | 25.572 | 7.414  | X      | 78 %              | 22 %              |
| 2010 | 34.225     | 26.726 | 7.499  | X      | 78 %              | 22 %              |
| 2009 | 35.035     | 27.965 | 7.070  | X      | 80 %              | 20 %              |
| 2008 | 35.783     | 28.354 | 7.429  | X      | 79 %              | 21 %              |
| 2007 | 32.486     | 25.994 | 6.492  | X      | 80 %              | 20 %              |
| 2006 | 30.182     | 24.094 | 6.088  | X      | 80 %              | 20 %              |
| 2005 | 30.373     | 24.501 | 5.872  | X      | 81 %              | 19 %              |
| 2004 | 28.022     | 22.800 | 5.222  | X      | 81 %              | 19 %              |
| 2003 | 30.709     | 25.108 | 5.601  | X      | 82 %              | 18 %              |
| 2002 | 25.286     | 20.880 | 4.406  | X      | 83 %              | 17 %              |
| 2001 | 25.792     | 21.669 | 4.123  | X      | 84 %              | 16 %              |
| 2000 | 22.879     | 19.332 | 3.547  | X      | 84 %              | 16 %              |
| 1999 | 19.129     | 16.537 | 2.592  | X      | 87 %              | 13 %              |
| 1998 | 21.004     | 17.795 | 3.209  | X      | 85 %              | 15 %              |
| 1997 | 14.982     | 13.120 | 1.862  | X      | 88 %              | 12 %              |
| 1996 | 16.529     | 14.489 | 2.040  | X      | 88 %              | 12 %              |
| 1995 | 13.088     | 11.682 | 1.406  | X      | 89 %              | 11 %              |
| 1994 | 12.263     | 10.980 | 1.283  | X      | 90 %              | 10 %              |
| 1993 | 14.107     | 12.586 | 1.521  | X      | 89 %              | 11 %              |
| 1992 | 13.225     | 11.918 | 1.307  | X      | 90 %              | 10 %              |
| 1991 | 14.849     | 13.456 | 1.393  | X      | 91 %              | 9 %               |
| 1990 | 22.806     | 20.415 | 2.391  | X      | 90 %              | 10 %              |
| 1989 | 13.433     | 12.233 | 1.200  | X      | 91 %              | 9 %               |
| 1988 | 13.117     | 11.986 | 1.131  | X      | 91 %              | 9 %               |
| 1987 | 12.674     | 11.651 | 1.023  | X      | 92 %              | 8 %               |
| 1986 | 11.450     | 10.574 | 876    | X      | 92 %              | 8 %               |
| 1985 | 9.810      | 9.146  | 664    | X      | 93 %              | 7 %               |
| 1984 | 7.297      | 6.875  | 422    | X      | 94 %              | 6 %               |
| 1983 | 5.121      | 4.886  | 235    | X      | 95 %              | 5 %               |
| 1982 | 3.448      | 3.318  | 130    | X      | 96 %              | 4 %               |
| 1981 | 2.561      | 2.418  | 149    | X      | 94 %              | 6 %               |
| 1980 | 294        | 276    | 18     | X      | 94 %              | 6 %               |
| 1979 | 222        | 207    | 15     | X      | 93 %              | 7 %               |
| 1978 | 197        | 187    | 10     | X      | 95 %              | 5 %               |
| 1977 | 230        | 219    | 11     | X      | 95 %              | 5 %               |
| 1976 | 311        | 296    | 15     | X      | 95 %              | 5 %               |
| 1975 | 236        | 232    | 4      | X      | 98 %              | 2 %               |
| 1974 | 244        | 234    | 10     | X      | 96 %              | 4 %               |

## Inlineskating-Marathon

### Entwicklung
1997 wurde der Inlineskating-Marathon Bestandteil des Berlin-Marathons und damit zur ersten Veranstaltung, die das Inlineskaten als Bestandteil eines großen City-Marathons in Deutschland anbot. Zum ersten Rennen gingen 446 Skater an den Start. Die Franzosen Caroline Jean und Pascal Briand wurden die Premierensieger. Auch im Folgejahr dominierten die Franzosen und belegten sowohl bei den Frauen als auch bei den Männern die Plätze eins bis drei. Im Jahr 1999 nahmen bereits 4179 Inline-Skater teil. Die Streckenrekorde wurden bei den Frauen und bei den Männern um mehrere Minuten verbessert. Die Siegerin Anne Titze war die erste Frau unter 1:10:00 h.
Bei der Veranstaltung 2000 mit über 6700 Teilnehmern fuhr Angèle Vaudan eine neue Weltbestzeit (1:08:29 h). Die Berliner Eisschnellläuferin Claudia Pechstein wurde Neunzehnte. Die Leistungsdichte erhöhte sich von Edition zu Edition, sodass die Entscheidung zunehmend im Massensprint auf der Zielgerade fiel. Nachdem im Jahr 2002 das Rennen mit über 7000 Finishern größer und attraktiver geworden war, entschieden die Organisatoren, das Rennen der Skater separat am Sonnabend vor dem Laufmarathon auszutragen. Das Inlineskatingrennen am Sonnabend wurde mit 9612 Sportlern zum weltgrößten Inlineskating-Marathon. Bei den Frauen feierte man einen Dreifacherfolg für die USA.

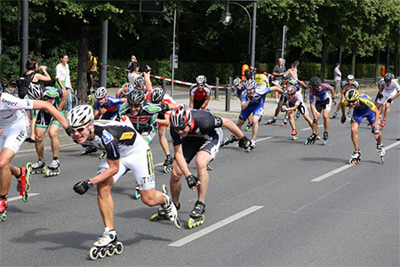
Skater-Marathon 2015

Zum zehnten Jubiläum des Inlineskating-Marathons führte die Strecke das erste Mal durch das Brandenburger Tor. Somit erreichten die Skater erst auf der Straße des 17. Juni und nicht bereits Unter den Linden die Ziellinie. Die Austragung im darauffolgenden Jahr war von der regennassen Fahrbahn beeinträchtigt und es kam entgegen der vorherigen Jahre nicht zu einer Massensprintentscheidung. Der Schweizer Nicolas Iten konnte sich rund 2,5 km vor dem Ziel von seinen vier Gefährten absetzen und siegte im Alleingang. Bei den Frauen setzte sich Hilde Goovaerts aus Belgien im Sprint einer kleinen Gruppe durch. Zu dieser gehörten die Deutschen Michaela Neuling (Fünfte) und die erst siebzehnjährige (Zweite) Sabine Berg.
Im Jahr 2009 erzielten sowohl Cecilia Baena bei den Frauen als auch Luca Saggiorato bei den Männern jeweils ihren insgesamt dritten Erfolg in Berlin, sie sind die Skater mit den meisten Siegen des Inlineskating-Marathons. In den Jahren 2011 und 2012 gelang es der Deutschen Sabine Berg zwei Siege in Folge einzufahren. Beide Male setzte sie sich im Massensprint aus dem Hauptfeld durch und bei den Männern gewann Ewen Fernandez ebenfalls doppelt. Bei seinem zweiten Erfolg gelang ihm dies sogar mit neuem Streckenrekord von 1:00:04 h, wobei er die Ziellinie gemeinsam mit seinem Teamkollegen Bart Swings überquerte, der ihm für seine Hilfe während der Saison den Sieg überließ.
Bart Swings wurde zum Gesicht der Austragungen 2013 und 2014. Als erster Skater gelang es ihm 2013, die Ziellinie in weniger als einer Stunde zu überqueren. In den Jahren 2014 und 2015 siegte der Belgier dann jeweils wieder in Rekordzeit mit zuletzt 56:49 min. Auch in den Jahren 2016 bis 2018 blieb er als ununterbrochener Sieger jeweils unter einer Stunde. 2014 gelang es der Niederländerin Manon Kamminga bei ihrem zweiten Sieg in Serie ebenfalls einen neuen Streckenrekord aufzustellen. Sie kam mit einer Zeit von 1:07:44 h ins Ziel.
Von 2000 bis 2010 war der Marathon der Skater Bestandteil des World-Inline-Cup (WIC), der ranghöchsten Rennserie weltweit. Ab 2004 fand in Berlin das Weltcup-Finale statt. Seit der 18. Austragung 2014 ist das Rennen Bestandteil und zugleich Abschluss des German-Inline-Cups (GIC).

### Streckenrekorde
- Männer: 56:45 min, Bart Swings (BEL), 2022
- Frauen: 1:06:35 h, Maira Yaqueline Arias (ARG), 2017

### Siegerliste
Quelle:
| Nr. | Jahr          | Männer                   | Nation             | Zeit      | Frauen                    | Nation             | Zeit     |
| --- | ------------- | ------------------------ | ------------------ | --------- | ------------------------- | ------------------ | -------- |
| 27  | 28. Sep. 2024 | Bart Swings -9-          | Belgien            | 0 1:00:02 | Noraly Berber             | Niederlande        | 1:13:53  |
| 26  | 23. Sep. 2023 | Jason Suttels            | Belgien            | 0 57:01   | Gabriela Rueda            | Kolumbien          | 1:08:59  |
| 25  | 24. Sep. 2022 | Bart Swings -8-          | Belgien            | 0 56:45   | Marie Dupuy               | Frankreich         | 1:11:19  |
| 24  | 2021          | Bart Swings -7-          | Belgien            | 0 56:50   | Sandrine Tas -3-          | Belgien            | 1:13:40  |
| 0–  | 2020          | abgesagt                 | abgesagt           | abgesagt  | abgesagt                  | abgesagt           | abgesagt |
| 23  | 2019          | Felix Rijhnen            | Deutschland        | 1:10:30   | Sandrine Tas -2-          | Belgien            | 1:25:49  |
| 22  | 2018          | Bart Swings -6-          | Belgien            | 0 57:58   | Katharina Rumpus          | Deutschland        | 1:09:15  |
| 21  | 2017          | Bart Swings -5-          | Belgien            | 0 58:42   | Maira Yaqueline Arias     | Argentinien        | 1:06:35  |
| 20  | 2016          | Bart Swings -4-          | Belgien            | 0 59:59   | Manon Kamminga -3-        | Niederlande        | 1:08:38  |
| 19  | 2015          | Bart Swings -3-          | Belgien            | 0 56:49   | Sandrine Tas              | Belgien            | 1:09:20  |
| 18  | 2014          | Bart Swings -2-          | Belgien            | 0 58:10   | Manon Kamminga -2-        | Niederlande        | 1:07:44  |
| 17  | 2013          | Bart Swings              | Belgien            | 0 59:28   | Manon Kamminga            | Niederlande        | 1:09:58  |
| 16  | 2012          | Ewen Fernandez -2-       | Frankreich         | 1:00:04   | Sabine Berg -2-           | Deutschland        | 1:14:13  |
| 15  | 24. Sep. 2011 | Ewen Fernandez           | Frankreich         | 1:01:26   | Sabine Berg               | Deutschland        | 1:14:56  |
| 14  | 25. Sep. 2010 | Severin Widmer           | Schweiz            | 1:09:19   | Giovanna Turchiarelli -2- | Italien            | 1:22:25  |
| 13  | 19. Sep. 2009 | Luca Saggiorato -3-      | Italien            | 1:02:50   | Cecilia Baena -3-         | Kolumbien          | 1:14:47  |
| 12  | 27. Sep. 2008 | Joey Mantia              | Vereinigte Staaten | 1:00:33   | Cecilia Baena -2-         | Kolumbien          | 1:13:24  |
| 11  | 29. Sep. 2007 | Nicolas Iten             | Schweiz            | 1:12:30   | Hilde Goovaerts           | Belgien            | 1:23:20  |
| 10  | 23. Sep. 2006 | Luca Saggiorato -2-      | Italien            | 1:02:25   | Giovanna Turchiarelli     | Italien            | 1:14:02  |
| 09  | 24. Sep. 2005 | Luca Saggiorato          | Italien            | 1:01:21   | Brigitte Mendez           | Kolumbien          | 1:10:43  |
| 08  | 25. Sep. 2004 | Roger Schneider          | Schweiz            | 1:04:43   | Cecilia Baena             | Kolumbien          | 1:17:08  |
| 07  | 27. Sep. 2003 | Juan-Carlos Betancur -2- | Kolumbien          | 1:02:03   | Julie Glass               | Vereinigte Staaten | 1:11:28  |
| 06  | 29. Sep. 2002 | Juan-Carlos Betancur     | Kolumbien          | 1:04:44   | Angèle Vaudan -2-         | Frankreich         | 1:13:59  |
| 05  | 30. Sep. 2001 | Arnaud Gicquel           | Frankreich         | 1:04:17   | Sheila Herrero            | Spanien            | 1:12:57  |
| 04  | 10. Sep. 2000 | Chad Hedrick             | Vereinigte Staaten | 1:01:45   | Angèle Vaudan             | Frankreich         | 1:08:29  |
| 03  | 26. Sep. 1999 | Tristan Loy              | Frankreich         | 1:01:08   | Anne Titze                | Deutschland        | 1:09:32  |
| 02  | 20. Sep. 1998 | Johann Langenberg        | Frankreich         | 1:07:32   | Caroline Lagree           | Frankreich         | 1:14:20  |
| 01  | 28. Sep. 1997 | Pascal Briand            | Frankreich         | 1:07:52   | Caroline Jean             | Frankreich         | 1:15:30  |

Streckenrekord

## Rollstuhl-Marathon
- Streckenrekorde Rollstuhl
  - Männer: 1:21:39, Heinz Frei (SUI), 1997
  - Frauen: 1:39:29, Sandra Graf (SUI), 2009

## Handbike-Marathon
- Streckenrekorde Handbike
  - Männer: 1:03:37 h, Jetze Plat (NED), 2014
  - Frauen: 1:10:23 h, Christiane Reppe (GER), 2014

## Veranstaltungswoche
Der Berlin-Marathon beschränkt sich nicht nur auf die Wettkämpfe der Läufer und Inlineskater. Vielmehr hat er sich im Laufe der Zeit um einige Programmpunkte erweitert.
LiteraturmarathonSeit 1990 findet als kulturelles Begleitprogramm zum Laufevent der Literaturmarathon statt. Hierbei treten jährlich Autoren auf, um aus ihren Werken rund um das Thema Laufsport vorzutragen. Bekannte Gastautoren waren unter anderem Volker Schlöndorff, Waldemar Cierpinski, Dieter Baumann oder Günter Herburger.
FrühstückslaufAm Samstagmorgen findet zur Einstimmung in das Marathonwochenende ein sechs Kilometer langer Demonstrationslauf vom Schloss Charlottenburg bis ins Olympiastadion statt.
Marathon Expo BerlinDie Messe Marathon Expo Berlin (ehemals: Berlin Vital) gehört mit über 90.000 Besuchern zu den größten Verbrauchermessen Deutschlands. Sie fand bis zum Jahr 2015 jedes Jahr auf dem Gelände des ehemaligen Flughafens Berlin-Tempelhof an den drei Tagen vor dem Marathonlauf am Sonntag statt. Seit 2016 findet sie auf dem Messegelände statt. Auf der Messe findet man neben vielen Ausstellern zu den Bereichen Sport und Gesundheit auch die Ausgabe der Startunterlagen. Etabliert hat sich dort auch der Bambinilauf und der Malwettbewerb für Kinder.

## Organisation
Der Berlin-Marathon wird vom Sportverein SC Charlottenburg veranstaltet und von dessen Tochtergesellschaft SCC Events GmbH organisiert. Diese beschäftigt circa 60 Mitarbeiter.
Leitung
- Präsident des SC Charlottenburg: Andreas Statzkowski
- Geschäftsführer von SCC Events: Christian Jost, Jürgen Lock
- Renndirektor des Berlin-Marathons: Mark Milde[40]

## Trivia
- Im Jahr 1990 führte die Strecke zum ersten Mal durch das jahrzehntelang nicht zugängliche Brandenburger Tor, das nach dem Start im Tiergarten in Richtung Osten bereits nach drei Kilometern durchlaufen wurde.
- Im Film Sein letztes Rennen aus dem Jahr 2013 startet Dieter Hallervorden beim Berlin-Marathon als fiktiver Marathonolympiasieger Paul Averhoff, um der Tristesse des Altenheimes zu entkommen. Die Strecke führt im Film von der Straße des 17. Juni zum Berliner Olympiastadion – im Gegensatz zu den 25 km von Berlin endete der Berlin-Marathon nie im Olympiastadion.